# Třebenice (Ústí nad Labem)
Třebenice é uma cidade checa localizada na região de Ústí nad Labem, distrito de Litoměřice.